# 欧维内
欧维内（法語：Hauviné，法語發音：[ovine]）是法国大東部大區阿登省的一个市镇，属于武济耶区。

## 地理
欧维内（49°18'11"N, 4°24'1"E）面积14.55 平方千米，位于法国大東部大區阿登省，该省份为法国北部内陆省份，西接埃纳省，南至马恩省，东临默兹省，北与比利时接壤。
与欧维内接壤的市镇（或旧市镇、城区）包括：科鲁瓦、拉讷维尔-昂图尔讷-阿菲伊、贝特尼维尔。

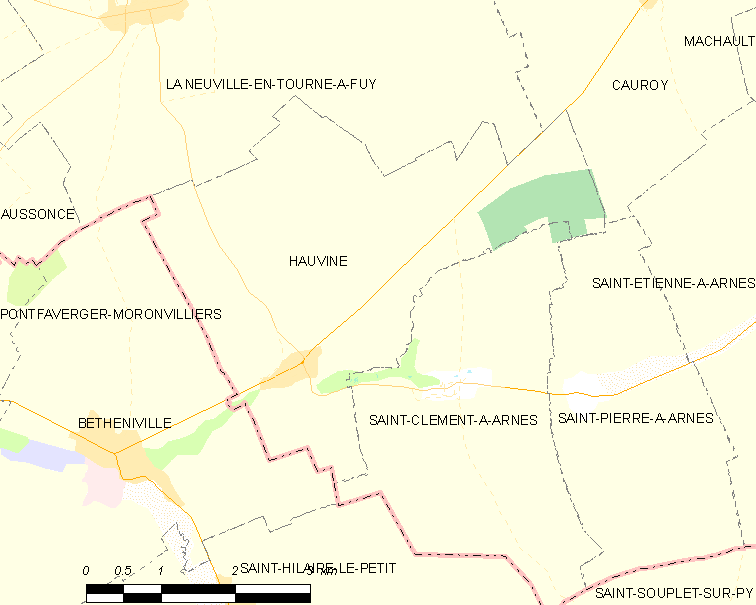
欧维内的OSM定位图

欧维内的时区为UTC+01:00、UTC+02:00（夏令时）。

## 行政
欧维内的邮政编码为08310，INSEE市镇编码为08220。

## 政治
欧维内所属的省级选区为阿蒂尼县。

## 人口

1962-2008年间欧维内人口变化图示

欧维内于2022年1月1日时的人口数量为320人。